# Congiura dei consolari
La congiura dei consolari fu un complotto ordito ai danni dell'imperatore Adriano nel 118 da parte di un gruppo di generali romani, tra cui Gaio Avidio Nigrino, Lusio Quieto, Aulo Cornelio Palma Frontoniano e Lucio Publilio Celso,  assurti a ruoli apicali ai tempi di Traiano.
È probabile che quello che è passato alla storia come complotto ai suoi danni, fu in realtà una manovra di accentramento del potere da parte dello stesso Adriano, appena elevato al rango di imperatore, contro suoi possibili oppositori. La politica di disimpegno dalle conquiste che erano state condotte con pervicacia e successo da Traiano, inaugurata da Adriano (che aveva posto fine alla guerra partica a prezzo della perdita di Assiria, Mesopotamia e Armenia), suscitò non pochi malumori tra i vecchi vertici militari legati al precedente imperatore, che furono prontamente soffocati.

## Storia
L'accusa formalmente mossa ai congiurati fu quella di aver attentato la vita del nuovo imperatore oppure, secondo altre fonti, di aver aspirato a detronizzare Adriano. Dell'epurazione dei congiurati si occupò Publio Acilio Attiano, prefetto del pretorio.
I quattro furono sottoposti a un sommario processo in absentia conclusosi con la loro condanna a morte. Tutti furono catturati e uccisi sul posto; Lusio Quieto e Publilio Celso catturati e uccisi a Baia, Cornelio Palma a Terracina, Nigrino mentre si trovava a Faventia (Faenza).